# Estella Warren
Estella Dawn Warren (Peterborough, Kanada, 1978. december 23. –) kanadai színésznő, divatmodell és szinkronúszó. 
Legismertebb filmje a 2001-es A majmok bolygója.

## Élete és pályafutása
Estella Dawn Warren néven született a kanadai Peterboroughban, 1978. december 23-án született. Édesapja Don Warren autókereskedő, édesanyja Esther iskolaigazgató. 1990-ben, 12 éves korában Torontóba költöztek, hogy a nemzeti szinkronúszó csapattal edzhessen. Háromszoros nemzeti bajnok, az 1995-ös Ifjúsági Világbajnokságon egyéni bronzérmes.
Az Elite modellügynökség szerződtette. A Byblos-, Cartier-, Chanel-, Kookai-, Naf-Naf-, Neiman Marcus-, Samsung-, Sephora.com-, Volvo-, Vassarette- és Victoria’s Secret-kampányok mellett a ’98-as Elle után magazinok címlapjain szerepelt: Marie Claire, Cosmopolitan, Mademoisell, Woman, Photo, Maxim, Esquire, GQ, Rolling Stone. 2000-ben a Sport Illustrated kérte fel közös munkára, majd a Chanel No. 5 parfüm választotta arcának. A kifutókon többek között Kenzo-, Yves Saint-Laurent- és Sonia Rykiel-ruhákat hordott.
2001-ben szerepelt a Felpörgetve és A majmok bolygója című filmekben, melyekkel Arany Málna díjat kapott legrosszabb női mellékszereplő kategóriában. Ezt követte a Kenguru Jack (2003) és A szerencseforgató (2003).

## Filmográfia

### Film
| Év   | Magyar cím                              | Eredeti cím                  | Szerep          | Magyar hang    |
| ---- | --------------------------------------- | ---------------------------- | --------------- | -------------- |
| 2001 | Parfüm                                  | Perfume                      | Arrianne        |                |
| 2001 | Felpörgetve                             | Driven                       | Sophia Simone   | Gubás Gabi     |
| 2001 | Felpörgetve                             | Driven                       | Sophia Simone   | Molnár Ilona   |
| 2001 | A majmok bolygója                       | Planet of the Apes           | Daena           | Ónodi Eszter   |
| 2001 | Csiki-csuki bosszú                      | Tangled                      | Elise Stevens   |                |
| 2003 | Kenguru Jack                            | Kangaroo Jack                | Jessie          | Kiss Virág     |
| 2003 | A szerencseforgató                      | The Cooler                   | Charlene        |                |
| 2003 | Gyanúban                                | I Accuse                     | Kimberly Jansen | Csondor Kata   |
| 2004 | Fejvadászat                             | Pursued                      | Emily Keats     | Ruttkay Laura  |
| 2004 |                                         | Trespassing                  | Kristy Goodman  |                |
| 2005 | Ártatlanság (Szűz vagyok, de titkolom!) | Her Minor Thing              | Jeana           | Major Melinda  |
| 2006 |                                         | Taphephobia                  | Jesse Lennox    |                |
| 2006 |                                         | National Lampoon's Pucked    | Jessica         |                |
| 2009 |                                         | Beauty and the Beast         | Belle           |                |
| 2010 |                                         | Irreversi                    | Kat             |                |
| 2010 | Tisztogatás                             | Transparency                 | Monika          | Madarász Éva   |
| 2010 | Pót-terápia                             | See You in September         | Lindsay         | Németh Borbála |
| 2013 | Az idegen vendég                        | The Stranger Within          | Emily           | Ónodi Eszter   |
| 2015 |                                         | No Way Out                   | Maria           |                |
| 2015 |                                         | Undateable John              | Jane            |                |
| 2015 |                                         | Decommissioned               | Rebecca Niles   |                |
| 2017 |                                         | Just Within Reach            | Grace           |                |
| 2019 |                                         | The Beginning: Feel the Dead | Skyler          |                |

### Televízió
| Év   | Magyar cím                               | Eredeti cím                       | Szerep         | Megjegyzések |
| ---- | ---------------------------------------- | --------------------------------- | -------------- | ------------ |
| 2003 | Azok a 70-es évek show                   | That ’70s Show                    | Raquel         | 1 epizód     |
| 2004 |                                          | Blowing Smoke                     | Faye Grainger  | tévéfilm     |
| 2005 | Esküdt ellenségek: Különleges ügyosztály | Law & Order: Special Victims Unit | April Troost   | 1 epizód     |
| 2005 | Esküdt ellenségek                        | Law & Order                       | April Troost   | 1 epizód     |
| 2005 | Szellemekkel suttogó                     | Ghost Whisperer                   | Alexis Fogarty | 1 epizód     |
| 2007 |                                          | Lies and Crimes                   | Sally Hanson   | tévéfilm     |
| 2009 |                                          | Blue Seduction                    | Matty          | tévéfilm     |
| 2009 | Észvesztő                                | Mental                            | Niobe Graham   | 1 epizód     |
| 2013 |                                          | Dangerous Intuition               | Laura Beckman  | tévéfilm     |
| 2017 |                                          | Feel the Dead                     | Skyler         | 6 epizód     |
| 2018 |                                          | Age of the Living Dead            | Michelle       | 6 epizód     |